# Diocèse d'Arundel et Brighton
Le diocèse d'Arundel et Brighton est un diocèse catholique suffragant de l'archidiocèse de Southwark en Angleterre, érigé en 1965. Depuis 2015, son évêque est 
Richard Moth.

## Territoire
Le diocèse comprend les comtés anglais de Sussex de l'Ouest, Sussex de l'Est, une partie du Surrey (à l'exception des arrondissements du Grand Londres et du district Spelthorne) et l'autorité unitaire de Brighton and Hove.

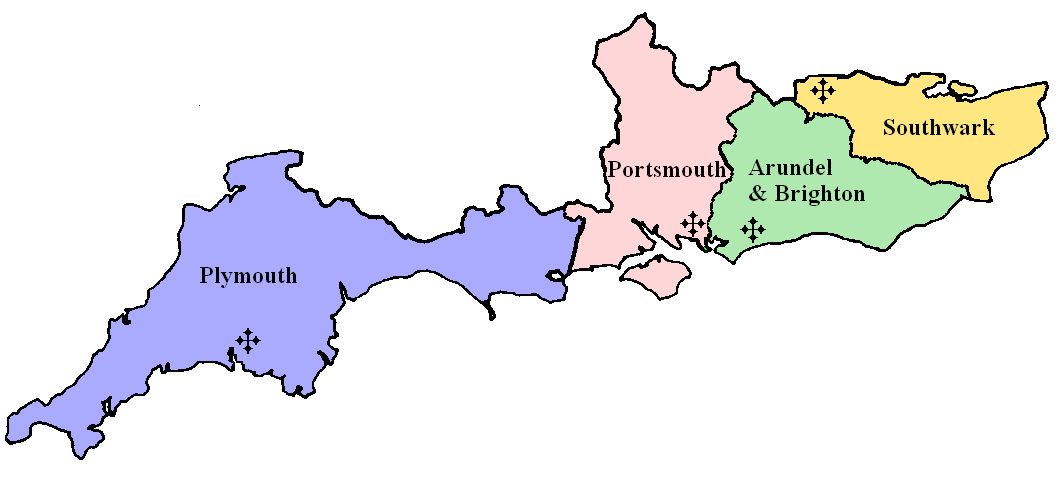
Le diocèse en vert au sein de la province ecclésiastique de Southwark.

L'évêché est à Hove ; tandis que la cathédrale Notre-Dame-et-Saint-Philippe-Howard est à Arundel.
Le territoire couvre 4 998 km², et en 2022, il est divisé en 96 paroisses, regroupées en 13 doyennés, servis par 50 diacres et 181 prêtres (117	diocésains et 64 religieux).

## Histoire
Le diocèse a été érigé le 28 mai 1965 par la bulle Romanorum Pontificum du pape Paul VI, prenant son territoire du diocèse de Southwark, érigé en même temps en archidiocèse métropolitain.
En 1967, le chapitre des chanoines de la cathédrale a été établi par le même pape. 